# Solothurn S-18/100
O Solothurn S-18/100 foi um fuzil antitanque germano-suíço usado durante a Segunda Guerra Mundial. Tinha ação semiautomática em configuração bullpup. Como resultado de sua munição grande e poderosa, a arma tinha um recuo tremendo e seu tamanho dificultava o transporte. A alimentação vinha de um carregador de cinco ou (mais comumente) dez munições preso horizontalmente ao lado esquerdo da arma. A arma usava munição 20×105mm que compartilhava com o canhão de aeronave S 18-350 que foi desenvolvido a partir do fuzil. Uma fonte finlandesa fornece penetração de blindagem da arma (provavelmente conseguida com o projétil húngaro APHE-T, já que era o único tipo usado na Finlândia) como 20 mm em um ângulo de 60 graus a 100 metros de distância, diminuindo para 16 mm a 500 metros. Uma variante deste projeto, o Solothurn-Arsenal, foi fabricado sem licença na Estônia antes da Segunda Guerra Mundial; no entanto, apenas 20 foram produzidos antes da ocupação soviética.
Em março de 1940, com fundos arrecadados na Suíça para ajudar o esforço de guerra finlandês na Guerra de Inverno, a Finlândia comprou doze fuzis antitanque S 18-154 da Solothurn, embora o comprador fosse nominalmente o Exército Suíço. As armas chegaram à Finlândia durante a primavera, após o fim da guerra, mas foram posteriormente usadas na Guerra de Continuação. No entanto, as armas logo foram consideradas obsoletas para a função pretendida. Vários modelos da série S-18, incluindo o Solothurn S-18/1000 e o Solothurn S-18/1100 também foram usados pela Suíça, Reino da Hungria, Alemanha Nazista, Reino da Itália e Países Baixos.
A empresa de armas de fogo Waffenfabrik Solothurn era propriedade da empresa alemã Rheinmetall e usava a empresa suíça para fabricar armas cuja fabricação era proibida por qualquer empresa alemã para contornar as limitações de armas que lhes foram impostas no final da Primeira Guerra Mundial.

## Galeria

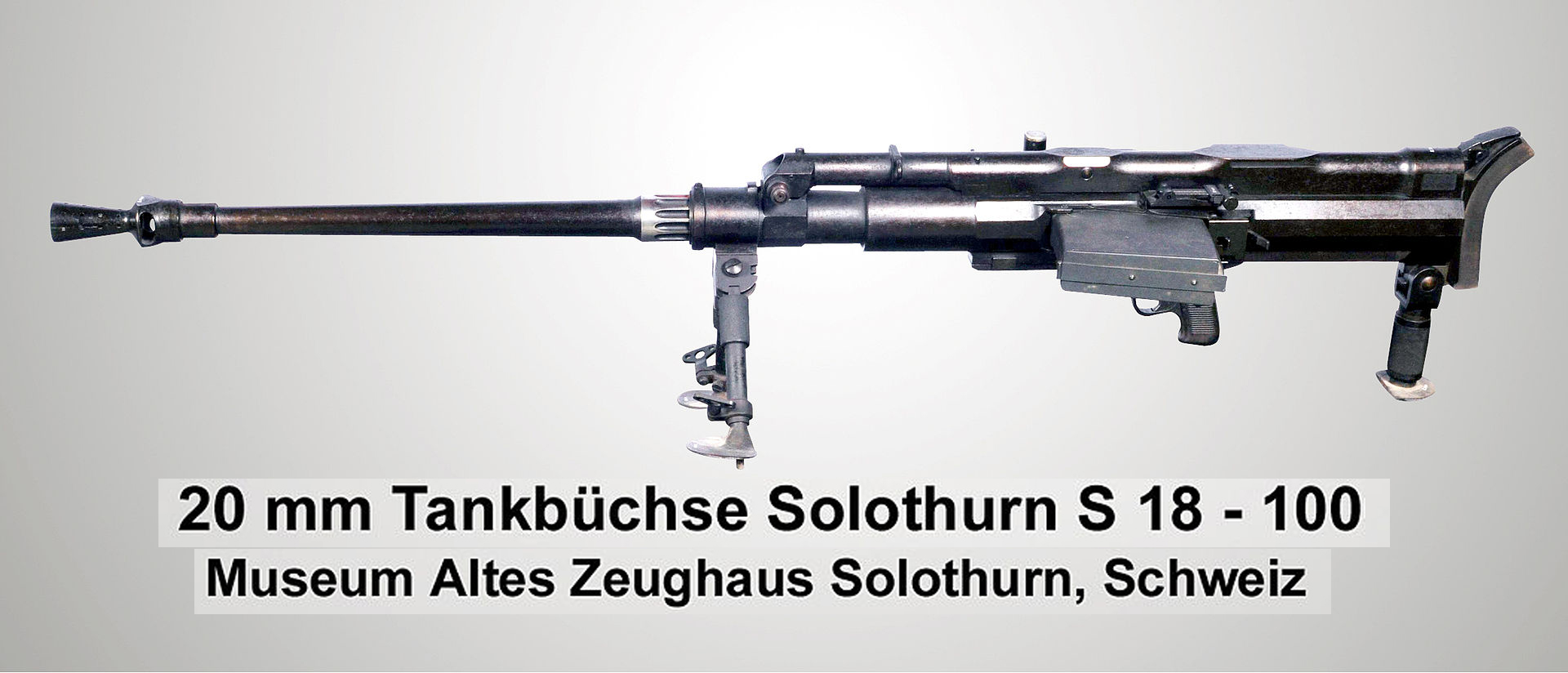
Solothurn S18-100 Tankbüchse 20 mm
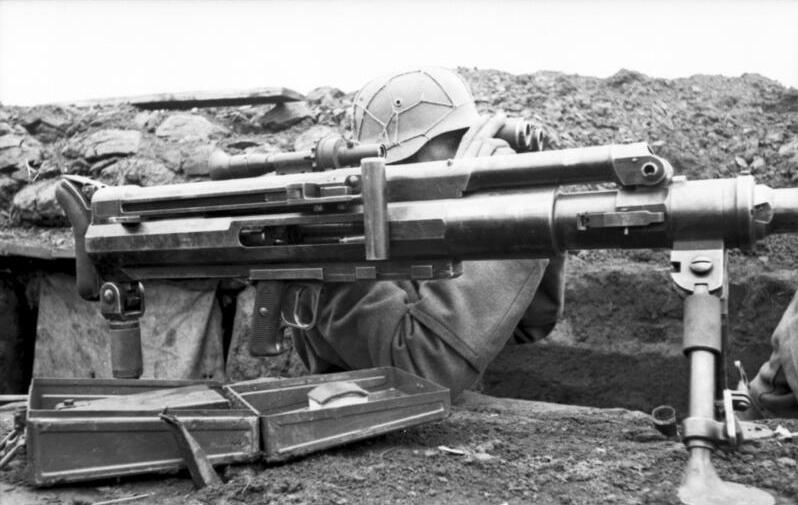
Soldado alemão na Rússia, S 18-100

## Operadores
- Bulgária - 308[2] comandados em 1936[1]
- Estónia:[3] 4 comprados em 1936 para teste, com engenharia reversa como Solothurn-Arsenal[1]
- Finlândia:[4] 12 S-18/154[1]
- Alemanha: alguns para testes[5]
- Japão: 1 S-18/100 comprado em 1936 para comparação com canhão automático Type 97[6]
- Hungria: Produzido sob licença como 36M 20mm Nehézpuska. Usado no 38M Toldi e no 39M Csaba[5]
- Itália: alguns para testes em 1934[5]
- Países Baixos: 6 para testes em 1937[5]
- Suíça: alguns para testes[5]
- Estados Unidos: 2 S-18/100 comprados em 1939 para testes no Aberdeen Proving Ground[7]